# Vollsfjorden
 Ikke at forveksle med  fjorden i Møre og Romsdal med lignende navn: Voldsfjorden.
Vollsfjorden (eller Voldsfjorden) er en sidefjord til Frierfjorden i Grenland i  Vestfold og Telemark fylke i Norge. Fjorden ligger på grænsen mellem Skien og Bamble kommuner, og er omkring 3,5 kilometer lang. Den går i vestlig retning fra indløbet ved Kjeøya, nord for landsbyen Herre i Bamble,  til Voll og Rambekk. Den største ø i fjorden hedder Langøy. 
Ved Voll, i bunden af fjorden, lå fra 1692 til midten af 1865 Bolvig Jernværk (no) 
Skien havneterminal ligger på nordsiden af fjorden, lige indenfor indløbet. Riksvei 356 går langs nordsiden af fjorden.